# 榎町 (名古屋市)
榎町（えのきまち）は、愛知県名古屋市中区の地名。

## 歴史

### 町名の由来
当地に大榎組が居住していたことに由来する。

### 沿革
- 1878年（明治11年）12月20日 - 名古屋区榎町となる[1]。
- 1889年（明治22年）10月1日 - 名古屋市成立に伴い、同市榎町となる[5]。
- 1908年（明治41年）10月1日 - 中区成立に伴い、同区榎町となる[1]。
- 1969年（昭和44年）10月21日 - 住居表示実施に伴い、大須一丁目に編入され消滅[1]。

## 史跡
- 初世杵屋三太郎宅跡[4]